# Nikita Iwanow
Nikita Jurjewicz Iwanow (ros. Никита Юрьевич Иванов; ur. 18 kwietnia 1986) – rosyjski bokser, złoty medalista Mistrzostw Europy w 2013 w kategorii półciężkiej oraz srebrny medalista Mistrzostw Europy w 2011 w kategorii półciężkiej. Mistrz Rosji z roku 2009 oraz wicemistrz z roku 2010, 2011, 2012 oraz 2014. W sezonie 2013/2014 reprezentował drużynę Russian Boxing Team w rozgrywkach WSB.

## Kariera
W czerwcu 2011 zdobył srebrny medal na Mistrzostwach Europy w Ankarze. W drodze do medalu pokonał Azera Ramila Aliyeva (27:15), reprezentanta Łotwy Nikolajsa Grišuņinsa (19:7), Ukraińca Dmytra Bułhakowa (23:9) oraz Chorwata Hrvoje Šepa. W finale przegrał na punkty (12:20) z Joe Wardem.
W czerwcu 2013 zdobył złoty medal na Mistrzostwach Europy w Mińsku pokonując reprezentanta Czarnogóry Boško Draškovicia, Turka Buraka Aksina (3:0) i Białorusina Siarhieja Nowikaua (walkower). W finale zwyciężył Holendra Petera Müllenberga (3:0).